# Giovanni da Sulmona
Giovanni da Sulmona (Sulmona, XIV secolo – XV secolo) è stato un pittore italiano, attivo nella prima metà del XV secolo.

## Biografia

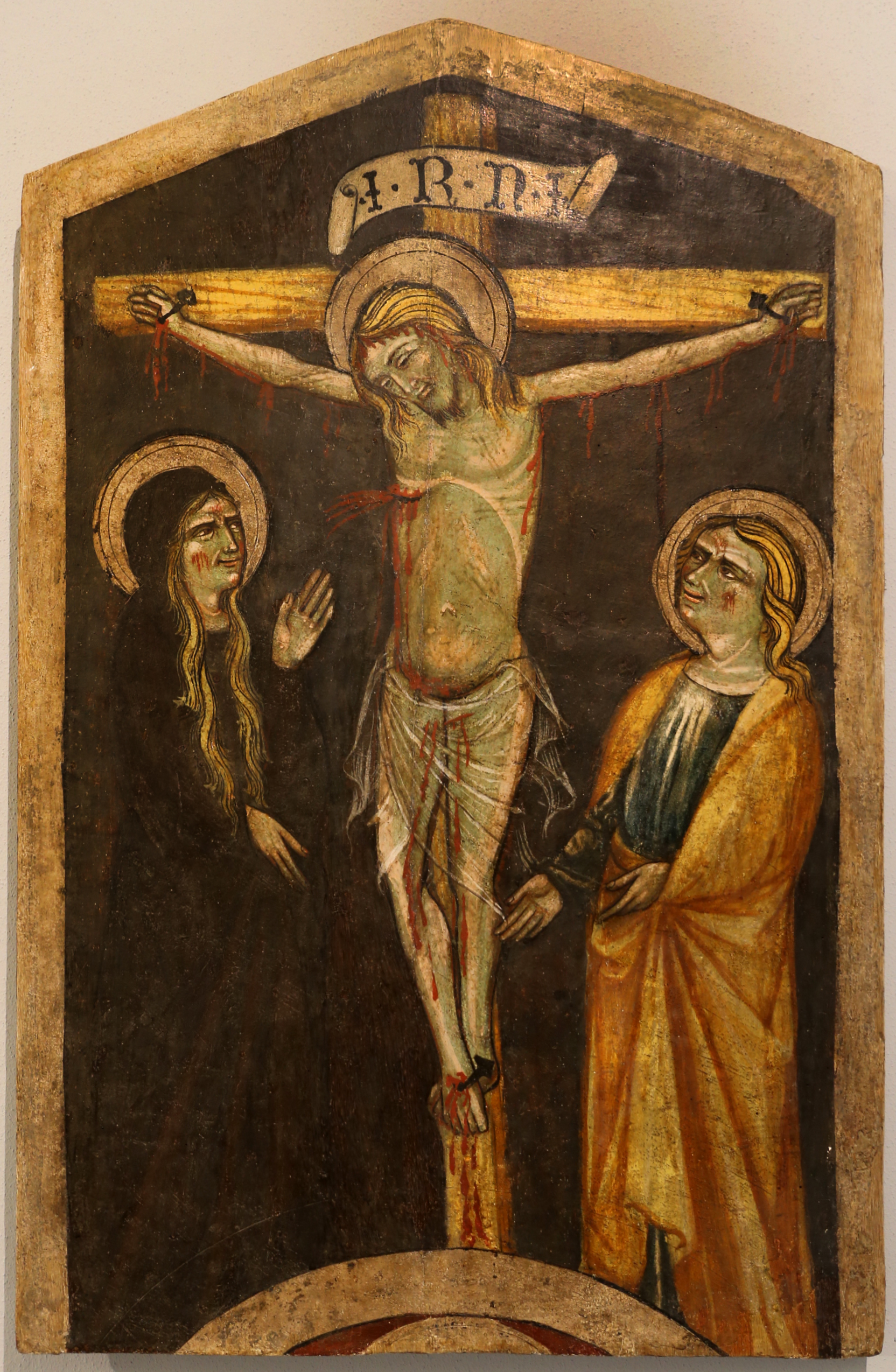
Crocifissione (tra la Maddalena e San Giovanni Evangelista) (1410), collezione del Museo nazionale d'Abruzzo.

Giovanni nacque sul finire del XIV secolo a Sulmona, in Abruzzo; si formò culturalmente nell'idea artistica d'ispirazione senese-pisana ― che si richiamava alle opere di Martino di Bartolomeo e di Giovanni di Pietro da Napoli — che si era diffusa in Abruzzo fin dai primi anni del XV secolo anche per opera del Maestro di San Silvestro, noto come Maestro di Beffi. 
Giovanni fu allievo del Maestro di Beffi, che ebbe bottega proprio a Sulmona, e nel 1412 collaborò con lui alla realizzazione del ciclo di affreschi della chiesa di San Silvestro all'Aquila.
Nelle sue prove autonome, come ad esempio i due capicroce provenienti dalla basilica dei Santi Cesidio e Rufino di Trasacco e ora nel Museo nazionale d'Abruzzo all'Aquila, fino al noto tabernacolo, proveniente dal santuario di Sant'Orante ad Ortucchio e ora nel museo civico di Sulmona — quest'ultimo firmato Ioh(an)es pictor de Sul(mo)na e datato 1435 —, Giovanni mostra di non riuscire a superare, anche in date avanzate, le formule espressive e i moduli di quella stessa cultura che aveva caratterizzato i suoi esordi.

### Opere
- Affreschi della chiesa di San Silvestro, chiesa di San Silvestro, L'Aquila, in collaborazione col Maestro di Beffi;
- Addolorata e San Giovanni Evangelista, museo nazionale d'Abruzzo, L'Aquila, proveniente dalla basilica dei Santi Cesidio e Rufino di Trasacco;
- Annuncio ai pastori, dell'Adorazione dei magi e della Natività, museo civico, Sulmona, proveniente dal santuario di Sant'Orante ad Ortucchio;
- Crocifissione (tra la Maddalena e San Giovanni Evangelista), museo nazionale d'Abruzzo, L'Aquila;
- Compianto del Cristo Morto, chiesa di Santa Maria della Tomba (lunetta), Sulmona.